# RS-422
RS-422 (također i American National Standards Institute ANSI/TIA/EIA-422-B, ITU-T Recommendation T-REC-V.11,[1] ili X.27) je tehnički standard koji određuje električka svojstva naponski uravnotežena digitalna međusklopa. Služi za prijenos informacija uravnoteženim ili diferencijalnim signalom, s različitim vrstama prijenosa:  jednosmjernim/nepovratnim, terminiranim, neterminiranim, mjesnim ili multi-drop.